# Oryzopsis contracta
Oryzopsis contracta là một loài thực vật có hoa trong họ Hòa thảo. Loài này được (B.L.Johnson) Schltr. mô tả khoa học đầu tiên năm 1967.